# 女姑口站
女姑口站曾是一座胶济线上的铁路车站，位于山东省青岛市城阳区流亭街道，始建于1901年，于1990年代末停用，2010年左右废弃，约2014年被拆除。使用时为四等站，邮政编码为266108。该车站站房拆除前，曾是青岛市内历史最久的站房。